# Chiesa di San Giuseppe in Bosco Eliceo
La chiesa di San Giuseppe in Bosco Eliceo è la parrocchiale patronale di San Giuseppe, frazione del comune italiano di Comacchio in provincia di Ferrara. Appartiene al vicariato di San Cassiano nell'arcidiocesi di Ferrara-Comacchio. Il luogo di culto risale al XVIII secolo. 

## Storia
Prima del luogo di culto che ci è pervenuto ne esisteva un altro, un piccolo oratorio che obbligava i fedeli a recarsi per le funzioni religiose alla chiesa di san Giacomo di Vaccolino. Questo edificio venne ricostruito ed ampliato nel XVIII venendo elevato a dignità di chiesa parrocchiale e dal registro dei battesimi conservato risulta che il primo battesimo vi fu celebrato nel 1828. Il nome della località, San Giuseppe, non è il primo che ha avuto nel corso degli anni. All'inizio era il Bosco Eliceo, denominazione che risaliva alla metà del XVII secolo trovandosi al centro di una storica foresta demaniale di lecci. Quando il territorio fu completamente disboscato e concesso in enfiteusi alle più ricche famiglie di Comacchio prese il nome di Fontana, essendo particolarmente ricco di preziose sorgenti di acqua dolce impiegate per rifornire l'acquedotto comacchiese. Divenne così anche San Giuseppe alla Fontana. Nel 1953 il territorio venne gestito dall'Ente Delta Padano e la popolazione della parrocchia ne beneficiò a livello economico e sociale, anche grazie all'apertura della strada statale Romea e alla nascita dei lidi di Comacchio come forte richiamo turistico. La chiesa che ci è pervenuta fu eretta nel 1747 e solennemente consacrata il 2 gennaio 1748 alla presenza del vescovo di Comacchio Cristoforo Lugaresi. La sua dedicazione è per la Beata Vergine del Buon Consiglio e per San Giuseppe. All'inizio del XX secolo fu oggetto di grandi lavori per il suo ampliamento che ingrandirono ed alzarono la sala. In seguito gli interni vennero arricchiti di decorazione e la facciata fu rivestita in marmo travertino. Entro il 1931 vennero installati nuovi altari e venne posto nella sala l'organo a canne. Tra gli anni cinquanta e sessanta del secolo venne sistemata la copertura del tetto e la sala fu arricchita di due nuovi altari laterali. Nella parrocchia sono state attive, nel corso del XX secolo, associazioni e confraternite come la Confraternita del Santissimo Sacramento, la Confraternita della Beata Vergine del Buon consiglio, la Compagnia della Madonna del Rosario, la Compagnia della Madonna addolorata e la Confraternita della Dottrina cristiana.

## Descrizione

### Esterni
La chiesa si trova a San Giuseppe, frazione di Comacchio in provincia di Ferrara lungo la strada che conduce al lido di Pomposa. La facciata a capanna in stile neoclassico, abbastanza semplice, è caratterizzata da lesene in travertino che la suddividono in tre settori. Al centro si trova il portale di acesso architravato mentre ai lati sono poste due grandi finestre rettangolari che portano luce alla sala. La facciata si conclude col grande frontone triangolare. Il complesso della chiesa comprende, oltre al luogo di culto, la casa canonica, il campanile e gli edifici delle opere parrocchiali.

### Interni
La navata interna è unica e non vi sono cappelle laterali. Il presbiterio è leggermente innalzato, vi si accede attraverso l'arco santo. La pavimentazione è a palladiana. Il fonte battesimale si trova in una piccola nicchia sulla destra. L'adeguamento liturgico del presbiterio è stato realizzato tra gli anni 1970 e 1980. Si è conservato l'altare maggiore storico e il tabernacolo.